# Adélaïde Dufrénoy
Adélaïde Dufrénoy (ur. 3 grudnia 1765 w Nantes, zm. 8 marca 1825 w Paryżu) – poetka francuska. 

## Życiorys
Wydała "Les plaintes d'une jenne izraelitte" oraz "Derniers moments de Bayard" (1814). Znana jest przede wszystkim jako autorka elegii. Opierała się na wzorach antycznych i na liryce Évariste’a de Parny. Obecnie niemal zupełnie zapomniana, dawniej uchodziła za największą poetę Pierwszego Cesarstwa. Znała dobrze łacinę (co wśród ówczesnych kobiet nie było powszechne) i tłumaczyła Propercjusza.